# Generador de neutrones

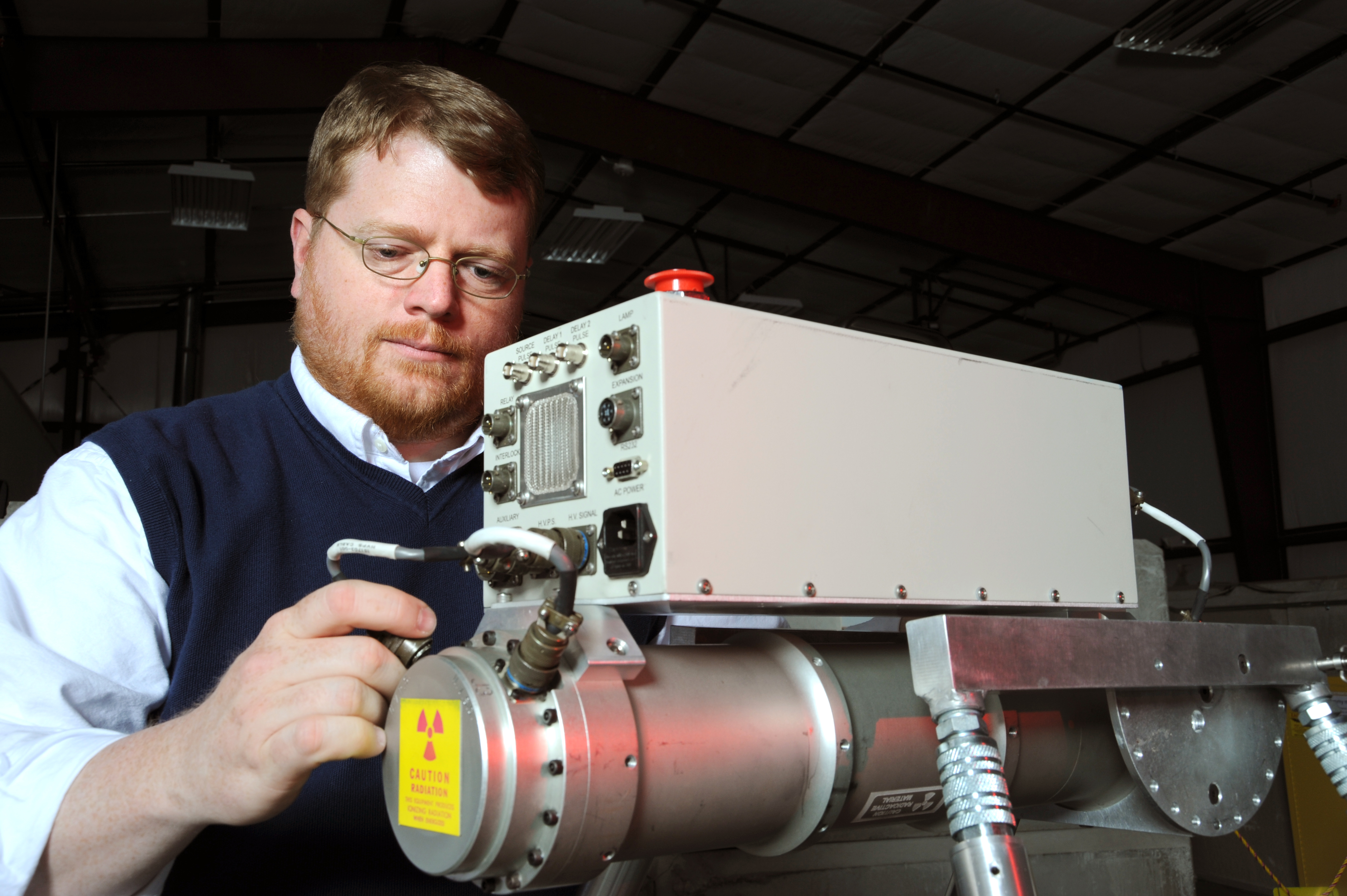
Físico nuclear del Laboratorio Nacional de Idaho realizando un experimento utilizando un generador de neutrones electrónico

Los generadores de neutrones son dispositivos utilizados como fuentes de neutrones que contienen aceleradores lineales compactos y que producen neutrones fusionando isótopos de hidrógeno. Las reacciones de fusión tienen lugar en estos dispositivos acelerando deuterio, tritio o una mezcla de estos dos isótopos en un objetivo de hidruro metálico que también contiene deuterio, tritio o una mezcla de estos isótopos. La fusión de átomos de deuterio (D + D) da como resultado la formación de un ion helio-3 y un neutrón con una energía cinética de aproximadamente 2,5 MeV. La fusión de un átomo de deuterio y tritio (D + T) da como resultado la formación de un ion helio-4 y un neutrón con una energía cinética de aproximadamente 14,1 MeV. Los generadores de neutrones tienen aplicaciones en medicina, seguridad y análisis de materiales.
El concepto básico fue desarrollado por primera vez por el equipo de Ernest Rutherford en los Laboratorios Cavendish a principios de la década de 1930. Utilizando un acelerador lineal impulsado por un generador de Cockcroft-Walton, Mark Oliphant dirigió un experimento que disparó iones de deuterio sobre una lámina metálica con deuterio infundido y observó que una pequeña cantidad de estas partículas emitían radiación alfa. Esta fue la primera demostración de fusión nuclear, así como el primer descubrimiento del helio-3 y del tritio, creados en estas reacciones. La introducción de nuevas fuentes de energía ha reducido continuamente el tamaño de estas máquinas, desde las de Oliphant, que ocupaban una sección del laboratorio, hasta las máquinas modernas que son altamente portátiles. En las últimas cinco décadas a caballo entre los siglos XX y XXI se han construido miles de estos sistemas pequeños y relativamente económicos.
Si bien los generadores de neutrones producen reacciones de fusión, la cantidad de iones acelerados que causan estas reacciones es muy baja. Se puede demostrar fácilmente que la energía liberada por estas reacciones es muchas veces menor que la energía necesaria para acelerar los iones, por lo que no hay posibilidad de que estas máquinas se utilicen para producir energía de fusión neta. Un concepto relacionado, la fusión de haz en colisión, intenta abordar este problema utilizando dos aceleradores que se disparan entre sí.

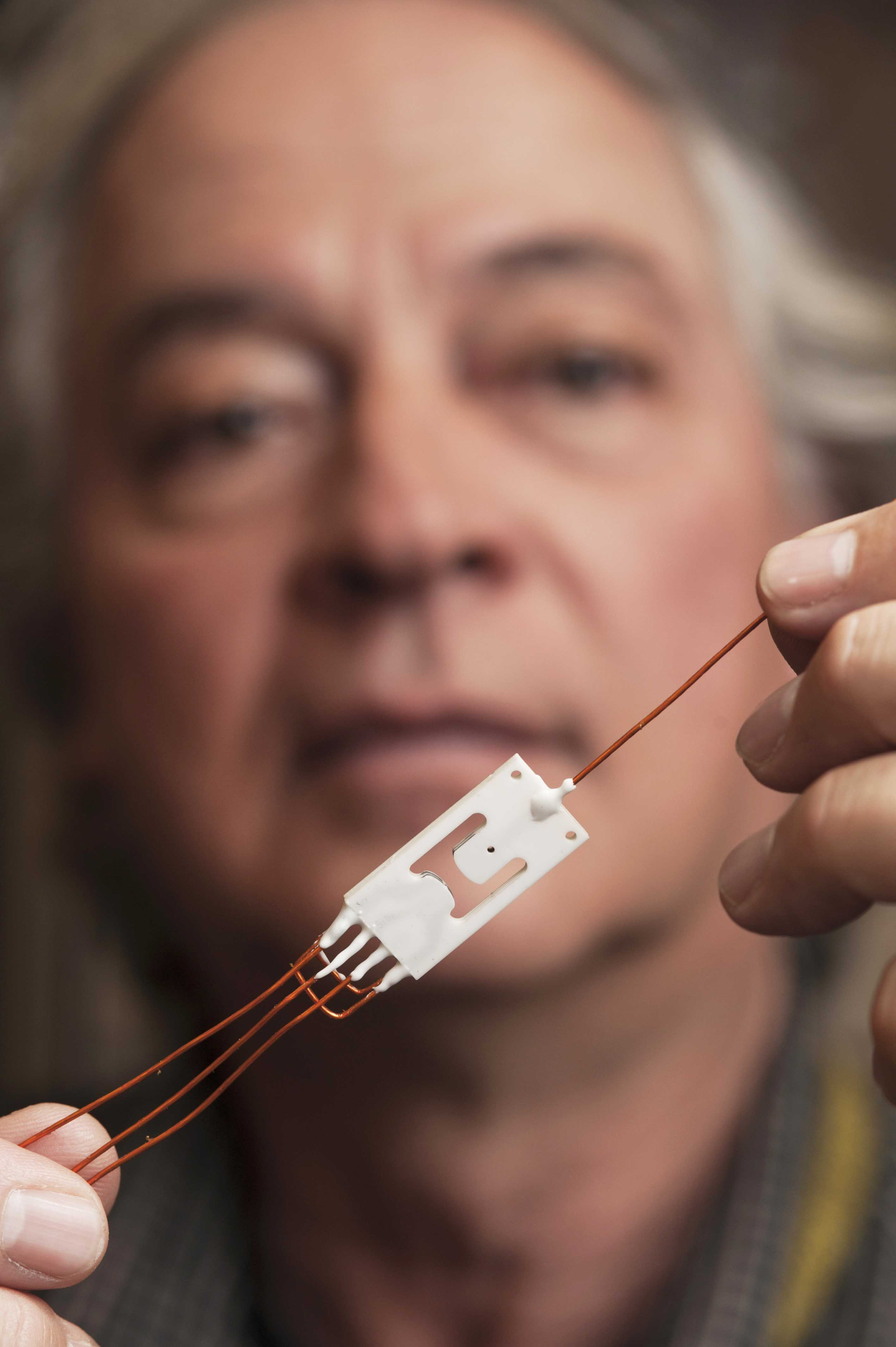
Neutristor en su forma más simple, según la demostración realizada por su inventor en los Laboratorios Nacionales Sandia

## Teoría y funcionamiento del generador de neutrones
Los pequeños generadores de neutrones que utilizan reacciones de fusión de deuterio (D, hidrógeno-2, 2H) y tritio (T, hidrógeno-3, 3H) son las fuentes de neutrones basadas en aceleradores más comunes (a diferencia de los isótopos radiactivos). En estos sistemas, los neutrones se producen creando iones de deuterio, tritio o deuterio y tritio y acelerándolos hasta transformarlos al dirigirlos hacia un objetivo de hidruro cargado con deuterio, o deuterio y tritio. La reacción DT se utiliza más que la reacción DD porque el rendimiento de la reacción DT es 50 a 100 veces mayor que el de la reacción DD.
D + T → n + 4He   En = 14,1 MeV
D + D → n + 3He   En = 2,5 MeV
Los neutrones producidos por las reacciones DD y DT se emiten en cierta medida anisotrópicamente desde el objetivo, ligeramente desviados con respecto a la dirección directa (la del eje del haz de iones). La anisotropía de la emisión de neutrones de las reacciones DD y DT surge del hecho de que las reacciones son isotrópicas en sistema de coordenadas del centro de momento (COM), pero esta isotropía se pierde en la transformación del sistema de coordenadas COM al marco de referencia del laboratorio. En ambos marcos de referencia, los núcleos de He retroceden en dirección opuesta al neutrón emitido, de acuerdo con la ley de la conservación del momento.
La presión del gas en la región de la fuente de iones de los tubos de neutrones generalmente oscila entre 0,1 y 0,01 mm Hg. El camino libre medio de los electrones debe ser más corto que el espacio de descarga para lograr la ionización (límite inferior de presión), mientras que la presión debe mantenerse lo suficientemente baja para evitar la formación de descargas en los altos voltajes de extracción aplicados entre los electrodos. Sin embargo, la presión en la zona de aceleración tiene que ser mucho menor, ya que el camino libre medio de los electrones debe ser más largo para evitar la formación de una descarga entre los electrodos de alto voltaje.
El acelerador de iones suele estar formado por varios electrodos con simetría cilíndrica, que actúan como un lente de Einzel. De este modo, el haz de iones puede enfocarse en un pequeño punto del objetivo. Los aceleradores suelen requerir fuentes de alimentación de 100 a 500 kV. Suelen tener varias etapas, con una tensión entre las etapas que no supera los 200 kV para evitar emisión por efecto de campo.
En comparación con las fuentes de neutrones de radionúclidos, los tubos de neutrones pueden producir flujos de neutrones mucho más altos y se pueden obtener espectros de energía de neutrones consistentes (monocromáticos). También se puede controlar la tasa de producción de neutrones.

## Tubos de neutrones sellados
La parte central de un generador de neutrones es el propio acelerador de partículas, a veces llamado tubo de neutrones. Los tubos de neutrones tienen varios componentes que incluyen una fuente de iones, elementos ópticos de iones y un objetivo del haz. Todos ellos están encerrados dentro de un recinto hermético al vacío. El aislamiento de alto voltaje entre los elementos ópticos iónicos del tubo se proporciona mediante aisladores de vidrio y/o cerámica. El tubo de neutrones, a su vez, está encerrado en una carcasa metálica, el cabezal del acelerador, que está lleno de un medio dieléctrico para aislar los elementos de alto voltaje del tubo del área de operación. Los altos voltajes del acelerador y de la fuente de iones son proporcionados por fuentes de alimentación externas. La consola de control permite al operador ajustar los parámetros de funcionamiento del tubo de neutrones. Las fuentes de alimentación y el equipo de control normalmente están ubicados dentro de 3-10 metros (9,8-32,8 pies) del cabezal del acelerador en instrumentos de laboratorio, pero pueden estar a varios kilómetros de distancia en instrumentos de perfilaje de pozo.
En comparación con sus predecesores, los tubos de neutrones sellados no requieren bomba de vacío ni fuentes de gas para su funcionamiento. Por lo tanto, son más móviles y compactos, a la vez que duraderos y fiables. Por ejemplo, los tubos de neutrones sellados han reemplazado a los iniciadores de neutrones modulados radiactivos para suministrar un pulso de neutrones al núcleo en implosión de lss armas nucleares modernas.
Los ejemplos de ideas de tubos de neutrones se remontan a la década de 1930, la era prenuclear, desarrollados por científicos alemanes que presentaron una patente alemana en 1938 (marzo de 1938, patente n.° 261.156) y obtuvieron una patente estadounidense (julio de 1941, USP n.° 2.251.190); ejemplos del estado actual de la técnica lo dan desarrollos como el neutristor, un dispositivo principalmente de estado sólido, parecido a un chip de computadora, inventado en el Laboratorio Nacional de Sandia en Albuquerque, Nuevo México. Los diseños sellados típicos se utilizan en modo pulsado y pueden funcionar a diferentes niveles de salida, dependiendo de la vida útil de la fuente de iones y de los objetivos cargados.

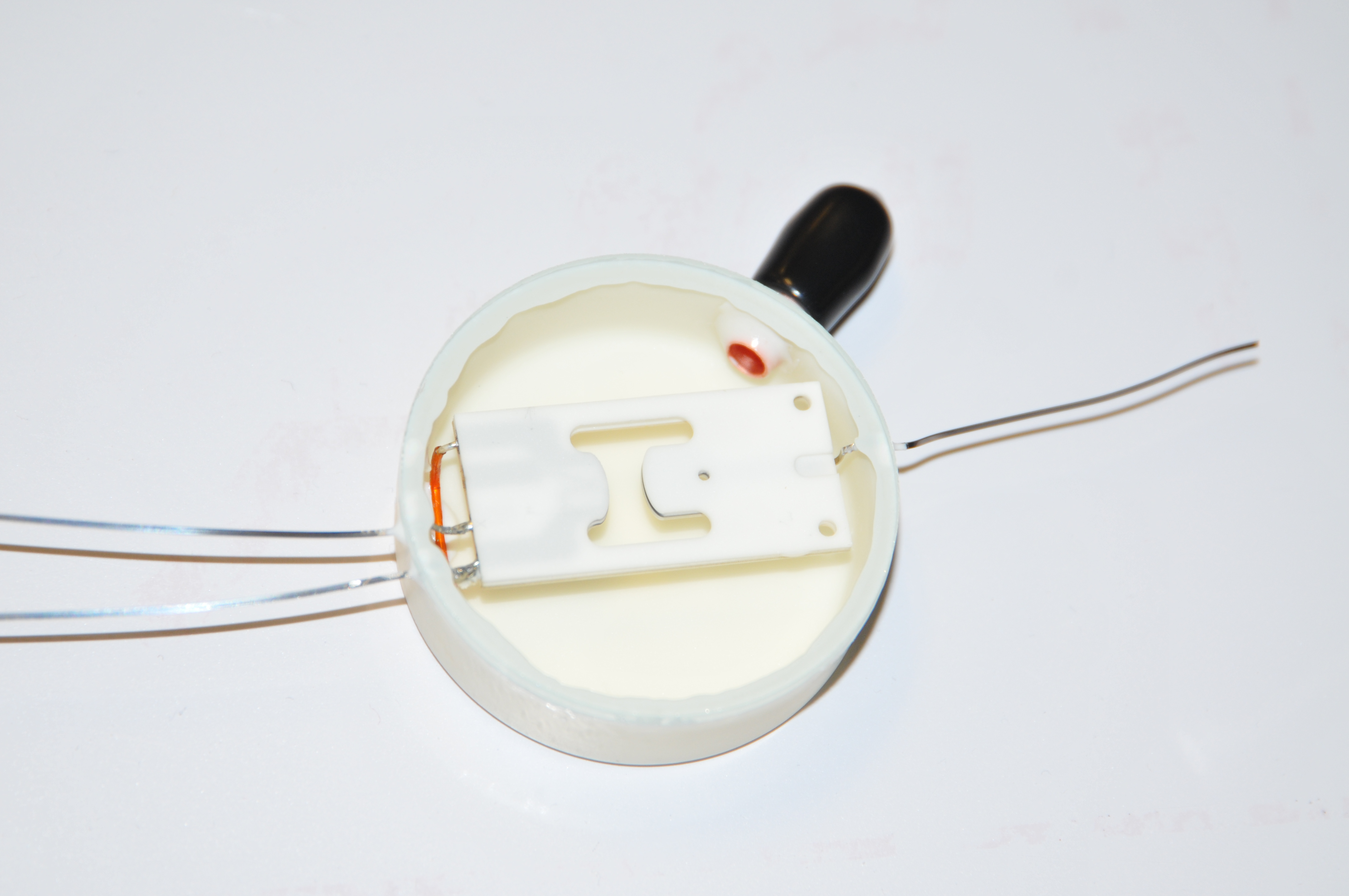
Neutristor en un económico paquete sellado al vacío listo para ser probado